# 上ノ国ウインドファーム
上ノ国ウインドファーム（かみのくにウインドファーム）は、北海道檜山郡上ノ国町にある集合型風力発電所。2014年（平成26年）3月運転開始。

## 概要
標高約150 mの夷王山周辺（八幡牧野）に配置しており、電源開発では初となる出力2,400 kW級の風力発電機を設置し、一般家庭約20,000世帯分の電力を発電している。送電線は北海道電力江差変電所に連系している。
周辺区域では「上ノ国第二風力発電事業」が計画され、「上ノ国第二風力発電所」として2024年5月18日から営業運転が開始された。上ノ国第二風力発電所には、ハブ高さ85 mにもなる大型風車が設置されている。

## 設備
上ノ国ウインドファームには、三菱重工業製の2,333 kW風車11基と2,337 kW風車1基が設置されている。